# U-336
Unterseeboot 336 foi um submarino alemão do Tipo VIIC, pertencente a Kriegsmarine que atuou durante a Segunda Guerra Mundial.

## Comandantes
| Comandante         | Data                                           |
| ------------------ | ---------------------------------------------- |
| Kptlt. Hans Hunger | 14 de fevereiro de 1942 - 5 de outubro de 1943 |

## Subordinação
Durante o seu tempo de serviço, esteve subordinado às seguintes flotilhas:
| Período                                          | Flotilha                                  |
| ------------------------------------------------ | ----------------------------------------- |
| 14 de fevereiro de 1942 - 30 de novembro de 1942 | 5. Unterseebootsflottille (treinamento)   |
| 1 de dezembro de 1942 - 5 de outubro de 1943     | 1. Unterseebootsflottille (serviço ativo) |

## Operações conjuntas de ataque
O U-336 participou das seguinte operações de ataque combinado durante a sua carreira:
- Rudeltaktik Ungestüm (11 de dezembro de 1942 - 30 de dezembro de 1942)
- Rudeltaktik Neuland (8 de março de 1943 - 13 de março de 1943)
- Rudeltaktik Dränger (14 de março de 1943 - 20 de março de 1943)
- Rudeltaktik Seewolf (21 de março de 1943 - 30 de março de 1943)
- Rudeltaktik Oder (17 de maio de 1943 - 19 de maio de 1943)
- Rudeltaktik Mosel (19 de maio de 1943 - 24 de maio de 1943)
- Rudeltaktik Trutz (1 de junho de 1943 - 16 de junho de 1943)
- Rudeltaktik Trutz 2 (16 de junho de 1943 - 29 de junho de 1943)
- Rudeltaktik Geier 3 (30 de junho de 1943 - 10 de julho de 1943)
- Rudeltaktik Rossbach (24 de setembro de 1943 - 5 de outubro de 1943)